# ایندیانولا (یوتا)
ایندیانولا (به انگلیسی: Indianola) یک منطقهٔ مسکونی در ایالات متحده آمریکا است که در شهرستان سنپیت، یوتا واقع شده‌است. ایندیانولا ۱٬۸۱۶٫۹۳ متر بالاتر از سطح دریا واقع شده‌است.